# Конингэм, Генри, 8-й маркиз Конингэм
Генри Вивьен Пирпонт Конингэм, 8-й маркиз Конингэм, также известный как лорд Маунтчарльз (англ. Henry Vivien Pierpont Conyngham, 8th Marquess Conyngham; 25 мая 1951 — 18 июня 2025) — англо-ирландский дворянин, который наиболее известен по рок-концертам, которые он устраивал в своём доме Слейн-Касл и и по своей колонке в ирландской газете «Дейли Миррор» под авторством «лорд Генри». С 1951 по 1974 год он носил титул учтивости — виконт Слейн, а с 1974 по 2009 год он был известен как граф Маунтчарльз.

## Биография
Генри Конингэм родился 25 мая 1951 года в аристократической семье ольстерско-шотландского происхождения. Старший сын Фредерика Конингэма, 7-го маркиза Конингэма (1924—2009) от его первой жены, Эйлин Рен Ньюсом (? — 2016). Род Конингэм происходит из англо-ирландской аристократии. До учёбы в Гарвардском университете он посещал школу Харроу. Генри стал известен как граф Маунт-Чарльз, титул учтивости, в 1974 году.
В марте 2009 года после смерти своего отца Генри Конингэм унаследовал титул 8-го маркиза Конингэма и другие родовые титулы и владения. Однако в Республике Ирландия его часто называют «лорд Маунт Чарльз», его прежний титул учтивости. Он также унаследовал титул барона Минстера из аббатства Минстер в графстве Кент, созданный в 1821 году в Пэрстве Соединённого Королевства для его предка, 1-го маркиза Конингэма, тем самым предоставив маркизам Конингэм автоматическое право заседать в Британской палате лордов (до 1999 года).
Генри Конингэм и его жена Иона Гримстон делили своё время между Бопарк-хаусом и замком Слейн в графстве Мит. Последний был главным родовым поместьем семьи, пока не был сильно поврежден пожаром в 1992 году, но теперь восстановлен.

## Политическая карьера
Тогдашний лорд Маунт-Чарльз безуспешно боролся за избирательный округ Лаут от партии Фине Гэл на парламентских выборах 1992 года.
В 1997 году Конингэм баллотировался на выборах в Сенат Ирландии от Дублинского университета, снова безуспешно. На выборах в Европейский парламент 2004 года к нему обратился Фине Гэл, чтобы он принял участие в конкурсе для отбора в качестве кандидата от Фине Гэл в Восточном избирательном округе. Однако, когда телеведущая и сельскохозяйственный журналист Майред Макгиннесс появилась в качестве потенциального кандидата, Генри Конингэм снялся с гонки.

## Деловая карьера
Генри Конингэм пользуется большим авторитетом в Ирландии как автор еженедельной колонки в ирландской «Дейли миррор». Его прозвали аристократом рок-н-ролла или пэром рок-н-ролла благодаря очень успешной серии рок-концертов, которые он устраивал с 1981 года в естественном амфитеатре на территории замка Слейн. Эти концерты включали выступления The Rolling Stones, Thin Lizzy, Queen, U2, Боба Дилана, Брюса Спрингстина, Дэвида Боуи, Metallica, Guns N' Roses, Oasis и Мадонны. Генри, лорд Конингэм, получил отраслевую премию на премии «Метеор» 2010 года. В своей автобиографии Public Space-Private Life: A Decade at Slane Castle он описал свою деловую карьеру и проблемы, связанные с тем, чтобы быть англо-ирландским пэром в современной Ирландии, и как быть англо-ирландцем постепенно стало более приемлемым там.
В 2015 году Генри Конингэм открыл ликероводочный завод по производству ирландского виски на территории замка Слейн и запустил бренд «Ирландский виски Слейн».

## Личная жизнь
Генри Конингэм женился на Джульет Энн Китсон в 1971 году. У них трое детей, дочь и два сына, и они развелись в 1985 году:
- Александр Бертон Конингэм, 9-й маркиз Конингэм (род. 30 января 1975), женился на Карине Болтон (род. 1976), внучке банкира сэра Джорджа Болтона по отцовской линии и внучке 4-го барона Террингтона по материнской линии, имеют дочь и двух сыновей:
  - Леди Лара Конингэм (род. 2009)
  - Рори Николас Бертон Конингэм, граф Маунт Чарльз (род. 2010)
  - достопочтенный Каспар Конингэм (род. 2012)[8][9]
- леди Генриетта Тамара Джульетта Конингэм (род. 1976), замужем с 2009 года за Томасом, 6-м графом Личфилдом (род. 1978), сыном знаменитого фотографа Патрика Личфилда (1939—2005)[10];
- лорд Вулф Конингэм (род. 1978), известный шеф-повар[11].

Конингхэм женился в 1985 году на леди Ионе Шарлотте Гримстон (род. 25 октября 1953). Она младшая дочь 6-го графа Верулама (1912—1973) и Марджори Рэй Дункан (? — 1994). У них есть дочь:
- Леди Тамара Джейн Конингхэм (род. 17 апреля 1991)[12].

Умер 18 июня 2025 года в возрасте 74 лет, долгое время страдая от рака.

## Титулатура
- 8-й маркиз Конингэм с 3 марта 2009 года
- 8-й граф Конингэм с 3 марта 2009 года
- 8-й граф Маунт-Чарльз с 3 марта 2009 года
- 10-й барон Конингэм из Маунт-Чарльза, графство Донегол с 3 марта 2009 года
- 8-й барон Минстер из Минстер-Эбби, графство Кент с 3 марта 2009 года
- 8-й виконт Маунт-Чарльз с 3 марта 2009 года
- 8-й виконт Конингэм из Маунт-Чарльза, графство Донегол с 3 марта 2009 года.